# Sebastiania ampla
Sebastiania ampla là một loài thực vật có hoa trong họ Đại kích. Loài này được (I.M.Johnst.) Jabl. miêu tả khoa học đầu tiên năm 1968.